# Minor Planet Circulars
Els Minor Planet Circulars (abreujat : MPC's), també coneguts com a Minor Planets and Comets, és una revista periòdica d'astronomia publicada, per la Unió Astronòmica Internacional (UAI), pel Minor Planet Center (MPC) des de la seva creació, el 1947, i apareixent cada mes, generalment el dia de la lluna plena. 111.804 circulars han estat emeses a 25 de setembre de 2018, i com se sap que és una publicació en una data determinada pot comptar amb centenars de circulars (una circular és una sola pàgina).